# Le Ranch de la terreur
Pour plus de détails, voir Fiche technique et Distribution.
Le Ranch de la terreur (The Range Feud ou Range Feud) est un film américain réalisé par D. Ross Lederman, sorti en 1931.

## Synopsis
Le shérif Buck Gordon est chargé de résoudre un conflit entre le ranch des Turner et celui des Walton à propos de vol de bétail. De plus Clint Turner est amoureux de Judy Walton, mais il va être accusé du meurtre du père de Judy...

## Fiche technique
- Titre original : The Range Feud
- Titre français : Le Ranch de la terreur
- Réalisation : D. Ross Lederman
- Scénario : Milton Krims (dialogues) et George H. Plympton (continuité)
- Direction artistique : Stephen Goosson
- Photographie : Benjamin H. Kline
- Son : George Cooper
- Montage : Maurice Wright
- Musique : Irving Bibo, Dan Dougherty
- Production : Irving Briskin
- Société de production : Columbia Pictures
- Société de distribution : Columbia Pictures
- Pays de production :  États-Unis
- Langue originale : anglais
- Format : noir et blanc — 35 mm — 1,37:1 — son Mono (Western Electric Sound System)
- Genre : Western
- Durée : 64 minutes
- Dates de sortie : 
  - États-Unis : 1er décembre 1931
  - France : 11 mars 1932
- Licence : Domaine public

## Distribution
- Buck Jones : Shérif Buck Gordon
- John Wayne : Clint Turner
- Susan Fleming : Judy Walton
- Edward LeSaint : John Walton

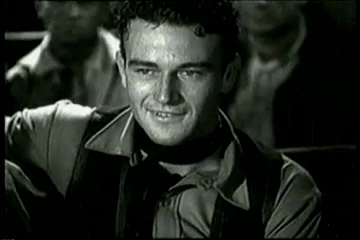
John Wayne (Clint Turner)

- Will Walling : Turner, le père de Clint
- Wallace MacDonald : Hank
- Harry Woods : Vandall
- Frank Austin : Jed Biggers
- Merrill McCormick : un vacher